# آرسن هایراپتیان
آرسن هایراپتیان ( روسی: Арсен Мгерович Айрапетян؛ زادهٔ ۱۶ فوریهٔ ۱۹۹۷) بازیکن فوتبال در پست هافبک ارمنی‌تبار اهل روسیه است.

## باشگاهی
از باشگاه‌هایی که در آن بازی کرده‌است می‌توان به باشگاه فوتبال شینیک یاروسلاول و باشگاه فوتبال آرارات مسکو اشاره کرد.